# هاوارد اتوود کلی
هاوارد اَتوود کِلی (انگلیسی: Howard Atwood Kelly؛ ‏ ۲۰ فوریهٔ ۱۸۵۸ – ۱۲ ژانویهٔ ۱۹۴۳) جراح، نویسنده، پزشک متخصص بیماری‌های زنان، استاد دانشگاه و آسیب‌شناس اهل ایالات متحده آمریکا بود. وی دانش‌آموختهٔ دانشگاه پنسیلوانیا بود و به همراه ویلیام آسلر، ویلیام استوارت هالستد و ویلیام اچ. ولش به عنوان «چهار ارشد برجسته»: ۴۸–۵۲  شناخته می‌شوند که استادان بنیان‌گذار بیمارستان جانز هاپکینز بالتیمور در مریلند بودند. وی نخستین کسی بود که پزشکی زنان را از طریق ابداع روش‌های جدید جراحی زنان و پژوهش‌های آسیب‌شناسی به عنوان تخصص پزشکی جا انداخت. او همچنین چندین نوآوری پزشکی از جمله سیستوسکوپ ارتقا یافته، گیرهٔ کِلی، اسپکولوم کلی، و فورسپس کِلی را ارائه کرد. از آنجا که کِلی یک مسیحی بنیادگرا و منع‌کننده الکل بود، بسیاری از معاصران او نسبت به کارکُشتگی و حرفه‌ای بودن پزشکی او ابراز تردید کردند.
او ابداع‌کنندهٔ «بخیه کِلی» بود که روشی برای درمان بی‌اختیاری فوریتی است، و نخستین عمل سزارین موفق را در فیلادلفیا انجام داد. او در این دوران به عنوان یک مبتکر در تکنیک‌های جراحی شهرت پیدا کرد.
او نخستین بار «نشانهٔ کِلی» را توصیف کرد که راهی برای یافتن حالب هنگام جراحی شکمی است. از آنجایی که حالب‌ها تمایل دارند به جای حفظ موقعیت طبیعی خود در امتداد ماهیچه پسواس بزرگ در جریان عمل، به صفاق بچسبند، پیدا کردن آن دشوار است. «نشانهٔ کِلی» تکنیکی است که با اعمال فشار ملایم به حالب برای ایجاد حرکات لوله گوارش یا حرکت کرم‌مانند عضلانی برای شناسایی حالب استفاده می‌شود.
کِلی روش‌های بهتری را برای بررسی مثانه توسعه داد و روش‌هایی را که از پزشک چکی «پاول پاولیک» در پراگ آموخته بود، بهبود بخشید.
او «اسپکولوم کِلی» را برای معاینات مقعدی و همچنین «آینه کوچک استوانه ای کِلی» را اختراع کرد، مجموعه‌ای از چند ابزار برای معاینات واژینال، که برخی از آنها به ویژه برای باکره‌ها طراحی شده بودند. فورسپس کِلی یا گیرهٔ کِلی هم از اختراعات اوست که برای کنترل جریان خون حین عمل استفاده می‌شود و می‌توان آن را یکی از بهترین و پرمصرف‌ترین تجهیزات جراحی دانست.
در اواخر دهه ۱۸۹۰ که کِلی به سرطان‌های زنان علاقه‌مند شد؛ برای کاهش خونریزی ناشی از سرطان آندومتر و سرطان دهانهٔ رحم، شریان ایلیاک داخلی را بست، روشی که امروزه در خونریزی‌های پس از زایمان مورد استفاده قرار می‌گیرد.
کِلی همچنین در سال ۱۹۰۴ به استفاده از رادیم پرداخت. او از رادیم برای درمان خونریزی‌های رحمی و تومورهای فیبروئید استفاده کرد و این تکنیک‌ها را در مجله انجمن پزشکی آمریکا در سال ۱۹۱۴ منتشر کرد. او در کلینیک خود سال ۱۹۱۷، حدود ۵٫۵ گرم رادیم داشت و یکی از مراکز برجسته کشور برای پرتودرمانی جهت درمان سرطان در آن زمان بود.
تا زمانی بازنشستگی، کِلی بیش از ۵۵۰ مقاله و کتاب نوشت که موضوعاتی مانند آپاندکتومی، استفاده از رادیوم، جراحی الکتریکی، اوروژنیکولوژی و کاتتریزاسیون حالب را پوشش می‌داد. علاوه بر این، او همچنین پژوهش‌ها و مقالاتی در مورد تاریخ پزشکی، دین، اخترشناسی، زمین‌شناسی، الهیات، خزنده‌شناسی و گیاه‌شناسی داشت.: ۴۸–۵۲ 